# Tęcza 34 Płońsk
Tęcza Płońsk – Klub powstał w roku 1934, jako Płońsk 34. Szybko zaczął brać udział w rozgrywkach. W swojej historii wielokrotnie zmieniał nazwę. Najwyższym szczeblem rozgrywkowym osiągniętym przez piłkarzy z Płońska była III liga. Obecna nazwa została przyjęta w roku 1992. W 2012 Klub Tęcza '34 Płońsk został wyłączony z rozgrywek. 

## Dotychczasowe nazwy
Źródło:
- 1934 – Płońsk 34
- 1938 – ZS Strzelec
- 1945 – ZWM Wolność
- 1946 – KS ZWM Zryw
- 1948 – ZS Związkowiec
- 1951 – ZS Spójnia
- 1953 – ZS Budowlani
- 1966 – MZKS Budowlani
- 1970 – LKS Tęcza
- 1975 – LKS Hortex
- 1992 – KS Tęcza 34